# Position Among the Stars
Position Among the Stars (niederländisch: Stand van de Sterren) ist ein Dokumentarfilm des niederländisch-indonesischen Filmemachers Leonard Retel Helmrich aus dem Jahr 2010. Der Film ist nach Eye of the Day und Shape of the Moon der dritte Teil einer Trilogie über eine indonesische Familie, die in einem dicht bewohnten Stadtteil von Jakarta lebt.

## Handlung
Der Film beschäftigt sich mit Umbrüchen in Indonesien, welche mit politischen Aufruhren, dem Getümmel der Demokratie, der das Land prägenden Korruption und der immer größeren Schere zwischen Arm und Reich einhergehen. Erzählt wird anhand des Beispiels der christlichen Familie Sjamsuddin, welche inmitten der größten muslimischen Bevölkerung der Welt lebt. Die aus drei Generationen bestehende Familie kämpft mit ihrer Zukunft, dem Einkommen, Schulbildung, Religion und Klassenunterschieden.
Die Waise Tari lebt mit ihrer Großmutter Rumijah und ihrem Onkel Bakti. Tari hat als erste ihrer Familie die Aussicht auf eine höhere Schulbildung. Obwohl sie ihre Zeit lieber mit Freundinnen in den Malls verbringt, um beispielsweise blaue Kontaktlinsen oder ein Mobiltelefon zu erwerben, besteht sie ihre Abschlussprüfung. Mit der Hypothek des Hauses finanziert die Familie ihr Studium an einer Hochschule.
Bakti versucht sein Glück mit dem Züchten von Kampffischen, auf die er Geld wettet. Er frustriert seine Frau Sri, die einen kleinen Strassenstand betreibt, indem er Weihwasser für seine Zucht benutzt. Als Rache frittiert sie seine Fische. Die arme Großmutter Rumijah wird von Bakti von ihrem Leben auf dem Land wieder zurück in die Stadt gedrängt, damit sie für die Nachkommen sorgen kann und Tari traditionellen Werten ausgesetzt ist. Baktis Bruder Dwi ärgert sich, weil die Großmutter ihrem Enkelsohn Bagus christliche Gebete lehrt, obwohl Dwi seinen Sohn muslimisch erzieht. Außerdem brennt das Haus beinahe nieder, da sie vom Kochen mit Öl auf Gas umsteigen.

## Hintergründe
Leonard Retel Helmrich beobachtete die Familie Sjamsuddin zwölf Jahre lang mit der Kamera. Er filmte mit dem selbst entwickelten Filmstil, den er Single Shot Cinema nennt. Das Resultat davon ist eine Trilogie, welche die Themen Wirtschaft, Politik und Religion in Indonesien behandelt. Außerdem widerspiegeln die Generationen der Familie je einen Tempus: Vergangenheit, Gegenwart und Zukunft Indonesiens. Dabei stehen die Filme jeweils für sich alleine – die vorherigen Filme muss man fürs Verständnis nicht gesehen haben. Position Among the Stars behandelt die Religion und die Zukunft des Landes.
Durch diese Filme wurde Helmrich international bekannt und bei Filmfestivals wie dem IDFA, Tribeca oder Sundance ausgezeichnet.

## Auszeichnungen
- 2011: Sundance Film Festival – Special Jury Award[9]
- 2011: Europäischer Filmpreis – Nomination in der Kategorie Bester Dokumentarfilm
- 2010: International Documentary Film Festival Amsterdam – Bester Dokumentarfilm[10][11]
- 2010: International Documentary Film Festival Amsterdam – Bester Niederländischer Dokumentarfilm[12]